# Liste der Bürgermeister von Milpitas
Die Liste der Bürgermeister von Milpitas führt alle Bürgermeister der kalifornischen Stadt Milpitas seit 1954 auf.
| Bürgermeister            | Amtszeit            | Anmerkungen                                                                     |
| ------------------------ | ------------------- | ------------------------------------------------------------------------------- |
| Tom Evatt                | 26. Januar 1954 –   | per Council Action                                                              |
| Tom Cardoza              | 17. April 1956 –    | per Council Action                                                              |
| Jack Johns               | 15. April 1958 –    | per Council Action                                                              |
| Richard B. Taylor        | 19. April 1960 –    | per Council Action                                                              |
| W. D. (Denny) Weisgerber | 17. April 1962 –    | per Council Action, bestätigt am 21. April 1964                                 |
| Ben F. Gross             | 19. April 1966 –    | per Council Action                                                              |
| Robert E. Browne         | 16. April 1968 –    | per Council Action                                                              |
| W. D. (Denny) Weisgerber | 21. April 1970 –    | per Council Action                                                              |
| Charles St. Clair        | 18. April 1968 –    | per Council Action                                                              |
| Joseph W. House          | 12. März 1974 –     | per Council Action                                                              |
| James H. Clement         | 9. März 1976 –      | per Council Action                                                              |
| Robert E. Browne         | 3. August 1976 –    | per Council Action zur Ablösung von James Clement                               |
| Peter (Primo) McHugh     | 7. März 1978 –      | erster gewählter Bürgermeister, Wiederwahl am 8. April 1980                     |
| Jim Rodgers              | 13. April 1982 –    | gewählter Bürgermeister                                                         |
| Robert Livengood         | 6. November 1984 –  | gewählter Bürgermeister, Wiederwahl am 4. November 1986                         |
| Elwood Johnson           | 8. November 1988 –  | gewählter Bürgermeister                                                         |
| Peter (Primo) McHugh     | 6. November 1990 –  | gewählter Bürgermeister, Wiederwahl am 3. November 1992 und am 8. November 1994 |
| Henry Manayan            | 3. Dezember 1996 –  | gewählter Bürgermeister, Wiederwahl am 1. Dezember 1998 und am 5. Dezember 2000 |
| José (Joe) Esteves       | 3. Dezember 2002 –  | gewählter Bürgermeister, Wiederwahl im Dezember 2004 und am 5. Dezember 2006    |
| Robert Livengood         | 2. Dezember 2008 –  | gewählter Bürgermeister                                                         |
| José (Joe) Esteves       | 7. Dezember 2010 –  | gewählter Bürgermeister, Wiederwahl am 4. Dezember 2012                         |
| Richard Tran             | 13. Dezember 2016 – | gewählter Bürgermeister                                                         |